# Nan Goldin
Pour les articles homonymes, voir Goldin.
Nancy Goldin dite Nan Goldin, née le 12 septembre 1953 à Washington D.C., est une photographe américaine.
L'œuvre de Nan Goldin est inséparable de sa vie. Marquée par le suicide de sa sœur en 1965, elle évolue tout au long de son existence dans divers milieux qui nourrissent sa créativité. Ses photos prises sur le vif documentent une époque : drogue, prostitution, mouvement gay et lesbien, violence conjugale, crise du sida dans laquelle nombre de ses amis disparaissent.
Depuis sa jeunesse, elle considère la photographie comme le médium idéal pour conserver des traces de vie, permettant ainsi de faire naître une deuxième mémoire.

## Biographie
Nan Goldin naît à Washington DC le 12 septembre 1953 et grandit dans le Massachusetts, dans une famille juive ashkénaze de la petite classe moyenne. Lorsqu'elle a 11 ans, sa sœur aînée Barbara se suicide après plusieurs séjours dans des hôpitaux psychiatriques.
À quinze ans, elle s’initie à la photographie, poussée par un de ses professeurs de la Satya Community School de Lincoln (Massachusetts).
En 1972, elle entre à l’école de musique à Boston où elle rencontre le photographe David Armstrong. Ce dernier devient drag queen, ce qui permet à Nan Goldin de côtoyer ce milieu très marginalisé qu'elle photographie tout au long de sa vie. À cette époque, Nan Goldin utilise surtout les couleurs primaires. Après avoir déménagé à New York, en 1978, elle commence à réaliser des photos aux couleurs saturées, plongées dans une lumière artificielle. Elle tombe enceinte d'un père anonyme.
Durant ces années commence à naître l’œuvre qui la rend célèbre et qui met plus de 16 ans à être élaborée, The Ballad of Sexual Dependency, constituée de plus de 800 diapositives projetées en boucle et accompagnées de chansons issues d’univers et d’inspirations très divers, tels que James Brown, Maria Callas ou The Velvet Underground.
Les principaux thèmes évoqués sont la fête, la drogue, la violence, le sexe, l’angoisse de la mort. Pourtant, Goldin a avant tout le désir de photographier la vie telle qu'elle est, sans censure. Or, selon elle, ce qui est intéressant, c'est le comportement physique des individus. Elle traite de la condition humaine, de la douleur et de la difficulté de survivre.
Nan Goldin n’a pas de tabou, allant même jusqu'à se photographier peu après avoir été battue par son petit ami de l’époque, ce qui avait manqué de lui faire perdre un œil. Ce fameux cliché fait partie de la série intitulée All By Myself qui évoque et qui atteste son propre délabrement, physique et mental. C’est en étalant publiquement sa vie et son histoire qu’elle réussit à mieux se comprendre et à s’accepter, tout en s’identifiant dans la société.
Nan Goldin est confrontée au début des années 1980 à l’apparition du sida, qui décime ses amis proches et ses modèles, qu’elle considère comme sa propre famille, et qu’elle photographie de leur vie quotidienne à leur cercueil. C'est le cas par exemple de Cookie Mueller, morte à 40 ans le 10 novembre 1989, à qui Goldin consacre une exposition en 1991. À cette occasion est publiée La Dernière Lettre (A Last Letter) de son amie, qui décrit le drame de la génération du début du baby-boom fauchée par l'épidémie.
En 1996, dans une interview à The Advocate, elle déclare être activement bisexuelle depuis le début de sa vie sexuelle. Elle indique par ailleurs avoir été largement inspirée et influencée par la communauté LGBT, qui l'a entourée depuis son adolescence.
Nan Goldin vit depuis 2007 entre Londres et Paris. Son travail évolue vers des ambiances moins destructrices et plus tendres que ne l'étaient ses travaux des années 1980. En 2009 elle est directrice artistique des Rencontres de la photographie d'Arles.
En 2014, comme elle souffre d’une tendinite au poignet gauche, un médecin berlinois lui prescrit de l’OxyContin. Ce puissant anti-douleur crée chez elle une addiction, si bien qu'en mars 2017, elle doit suivre une cure de désintoxication. Nan Goldin décide alors de mener une campagne contre la famille Sackler, en possession de Purdue Pharma, l'entreprise qui vend l'OxyContin aux États-Unis. Elle souhaite notamment que les musées n'acceptent plus le mécénat de cette famille,. Le film de Laura Poitras Toute la beauté et le sang versé (2022) documente cette lutte et la vie de l'artiste. Ses actions aboutissent à ce que les musées n'acceptent plus le mécénat de cette famille, et qu'ils effacent leur nom des hommages rendus à leurs mécènes.[réf. nécessaire]
En novembre 2023, Nancy Goldin participe avec des militants juifs américains progressistes à l'occupation dans le calme de la statue de la Liberté à New York pour exiger d’Israël un cessez-le-feu dans la bande de Gaza dans le conflit qui oppose le Hamas et Israël.

## Œuvre
Nan Goldin et ses photographies forment un ensemble singulier où le spectateur se sent « aspiré » par leur monde. Archétypes communs, mémoire collective, histoires dans lesquelles il s'identifie et/ou s'interroge, la photographie de Nan Goldin renvoie le spectateur à ses propres questionnements.
Son travail est considéré comme un miroir tendu à sa génération ou comme un répertoire désenchanté d'évènements récents de notre expérience collective. Il soulève notamment les problèmes de la relation entre vérité et simulation, entre prose et poésie.

### Diaporamas
- 1981-1996 : The Ballad of Sexual Dependency
- 1994 : The Other Side: 1972-1992
- 1994-1995 : Trio to the End of Time
- 1992-1996 : All By Myself
- 2001 : Heartbeat
- 2004 : Sœurs, Saintes et Sibylles
- 2008 : The Other Side, 1972 - 2006

## Principales expositions

### Expositions personnelles
- 1987 : « The Ballad of Sexual Dependency », Arles[8].
- 1992 : « Désordres », Galerie du Jeu de Paume, Paris.
- 1997 : « Nan Goldin », Rencontres de la photographie d'Arles ; projection de The Ballad of Sexual Dependency au théâtre antique le 9 juillet.
- 2000 : « Nan Goldin, le feu follet », Centre Pompidou, Paris, du 11 octobre au 31 décembre 2000
- 2004 : « Sœurs, Saintes et Sibylles », installation et diaporama dans la chapelle Saint-Louis de la Salpêtrière, Paris, du 16 septembre au 1er novembre 2004
- 2010 : « Poste Restante », Fotomuseum, Rotterdam, du 2 octobre 2010 au 2 janvier 2011
- 2010 : « Nan Goldin, Berlin Work », Berlinische Galerie, Berlin, du 20 novembre 2010 au 28 mars 2011
- 2017 : « Weekend Plans », Musée irlandais d'Art moderne, Dublin[9]
- 2018 : « Fata Morgana », Condette, château d'Hardelot, du 2 juin au 11 novembre 2018

### Expositions collectives
- 2024 : Beauté fragile : photographies de la collection Sir Elton John et David Furnish rassemblant plus de 300 photographies de 140 photographes couvrant la période de 1950 à nos jours qui relatent l'histoire de la photographie moderne et contemporaine, explorant des thèmes tels que la mode, le reportage, le portrait de célébrités, le corps masculin et la photographie américaine, avec des œuvres de nombreux artistes contemporains, parmi lesquels notamment Diane Arbus, Richard Avedon, Lewis Baltz, William Eggleston, Bruce Davidson, Nan Goldin, Peter Hujar, David LaChapelle, Herman Leonard, Sally Mann, Robert Mapplethorpe, Zanele Muholi, Herb Ritts, Cindy Sherman, Alec Soth ou encore Ai Weiwei, Victoria and Albert Museum, South Kensington, Londres, du 18 mai 2024 au 5 janvier 2025 [10],[11],[12]

## Collections publiques

### France
- Collection Lambert, Avignon
- CAPC, musée d'art contemporain, Bordeaux
- Fonds communal d'art contemporain, Marseille
- Fonds régional d'art contemporain (FRAC) Sud - Cité de l'art contemporain, Marseille
- Musée d'art contemporain [mac], Marseille
- Fonds régional d'art contemporain (FRAC) des Pays de la Loire, Nantes
- Musée d'arts, Nantes
- Centre national des arts plastiques, Paris
- Centre Georges-Pompidou, Paris[13]
- Maison européenne de la photographie, Paris
- Musée d'art moderne et contemporain, Saint Etienne

### Allemagne
- Städel Museum, Francfort

### Australie
- National Gallery of Art, Canberra
- The National Gallery of Victoria, Melbourne

### Belgique
- Musée des arts contemporains, Grand-Hornu

### Canada
- Musée d'art contemporain, Montréal

### États-Unis
- Museum of Fine Arts, Boston
- Art Institute, Chicago
- Museum of Contemporary Art, Chicago
- Getty Museum, Los Angeles
- The Museum of Contemporary Art, Los Angeles
- Currier Museum of Art, Manchester
- The Guggenheim Museum, New York
- The Jewish Museum, New York
- The Metropolitan Museum of Art, New York
- The Museum of Modern Art, New York
- Whitney Museum of American Art, New York
- San Francisco Museum of Modern Art, San Francisco
- National Gallery of Art, Washington D.C.
- National Museum of Women in the Arts, Washington D.C.

### Espagne
- Museo Nacional Centro de Arte Reina Sofía, Madrid

### Irlande
- Irish Museum of Modern Art, Dublin

### Italie
- Castello di Rivoli, Turin

### Monaco
- Nouveau musée national de Monaco, Monaco

### Norvège
- Astrup Fearnley Museet, Oslo

### Pays-Bas
- Stedelijk Museum, Amsterdam

### Royaume-Uni
- Tate, Londres

### Suède
- Moderna Museet, Stockholm

### Suisse
- Musée d'art moderne et contemporain (MAMCO), Genève

## Récompenses et distinctions

### Prix
- 2007 : Prix international de la Fondation Hasselblad
- 2013 : Prix d'honneur du festival international du livre d'art et du film (Perpignan) pour l'ensemble de son œuvre[14],[15]
- 2014 : Lucie Award du portrait
- 2018 : Médaille du centenaire de la Royal Photographic Society[16].
- 2022 : Time 100 (catégorie : Pionniers) [17]
- 2025 : Prix Women In Motion pour la photographie [18]

### Décorations
- 2006 :  Commandeur de l'ordre des Arts et des Lettres[19],[20]

## Publications
- The Ballad of Sexual Dependency, Aperture, 1986  (ISBN 978-0893812362)
- Cookie Mueller (catalogue d'exposition), Pace/MacGill Gallery, New York, 1991  (ISBN 1-879532-00-X)
- Vakat, Watler Konig, Cologne, 1993
- The Other Side, Perseus Distribution Services, 1993  (ISBN 1881616037)
- Tokyo Love, Hon don do, Tokyo, 1994
- A Double Life, Scalo, Zurich, 1994
- Desire by Numbers, Artspace, San Francisco, 1994
- The Golden Years (catalogue d'exposition), Yvon Lambert, Paris, 1995
- I'll Be Your Mirror (catalogue d'exposition), Scalo Publishers, 1996  (ISBN 978-3-931141-33-2)
- Love Streams (catalogue d'exposition), Yvon Lambert, Paris, 1997
- Emotions and Relations (catalogue d'exposition), Taschen, Cologne, 1998
- Ten Years After: Naples 1986-1996, Scalo Publishers, 1998  (ISBN 978-3931141790)
- Couples and Loneliness, Korinsha Press, Tokyo, 1998
- Nan Goldin, 55, Phaidon, Londres, 2001  (ISBN 978-0714840734)
- Le Terrain de jeu du diable, (Devils Playground), Phaidon, 2003  (ISBN 0-7148-9371-4)[21].
- Sœurs, Saintes et Sibylles, éditions du Regard/Festival d'automne à Paris, 2005  (ISBN 2-84105-179-X)
- The Beautiful Smile, Steidl, 2007  (ISBN 978-3865215390)
- Variety, Textuel, Paris, 2009  (ISBN 978-2-84597-351-0)

### Filmographie
- Contacts, Jean-Pierre Krief, France, 2000, 14 min, Arte
- Toute la beauté et le sang versé (All the Beauty and the Bloodshed), documentaire américain réalisé par Laura Poitras, sorti en 2022. Nan Goldin y montre son combat qui finit par aboutir au retrait du nom de la famille Sackler (propriétaire de Purdue Pharma) associé à des salles ou des ailes entières de grands musées. La philanthropie de la famille Sackler est qualifiée de blanchiment de réputation à partir des bénéfices tirés de la vente d'opiacés.